# Fíkovník drobnolistý
Fíkovník drobnolistý (Ficus benjamina), známý také jako fíkus drobnolistý nebo fíkus malolistý, lidově též benjamin, je druh fíkovníku, který pochází z tropické jižní a jihovýchodní Asie. V domovině dorůstá výšky až 30 metrů. Je oblíbený jako nenáročná pokojová dřevina do bytů či kanceláří a lze jej pěstovat jako bonsaj. Je to národní rostlina Bangkoku.

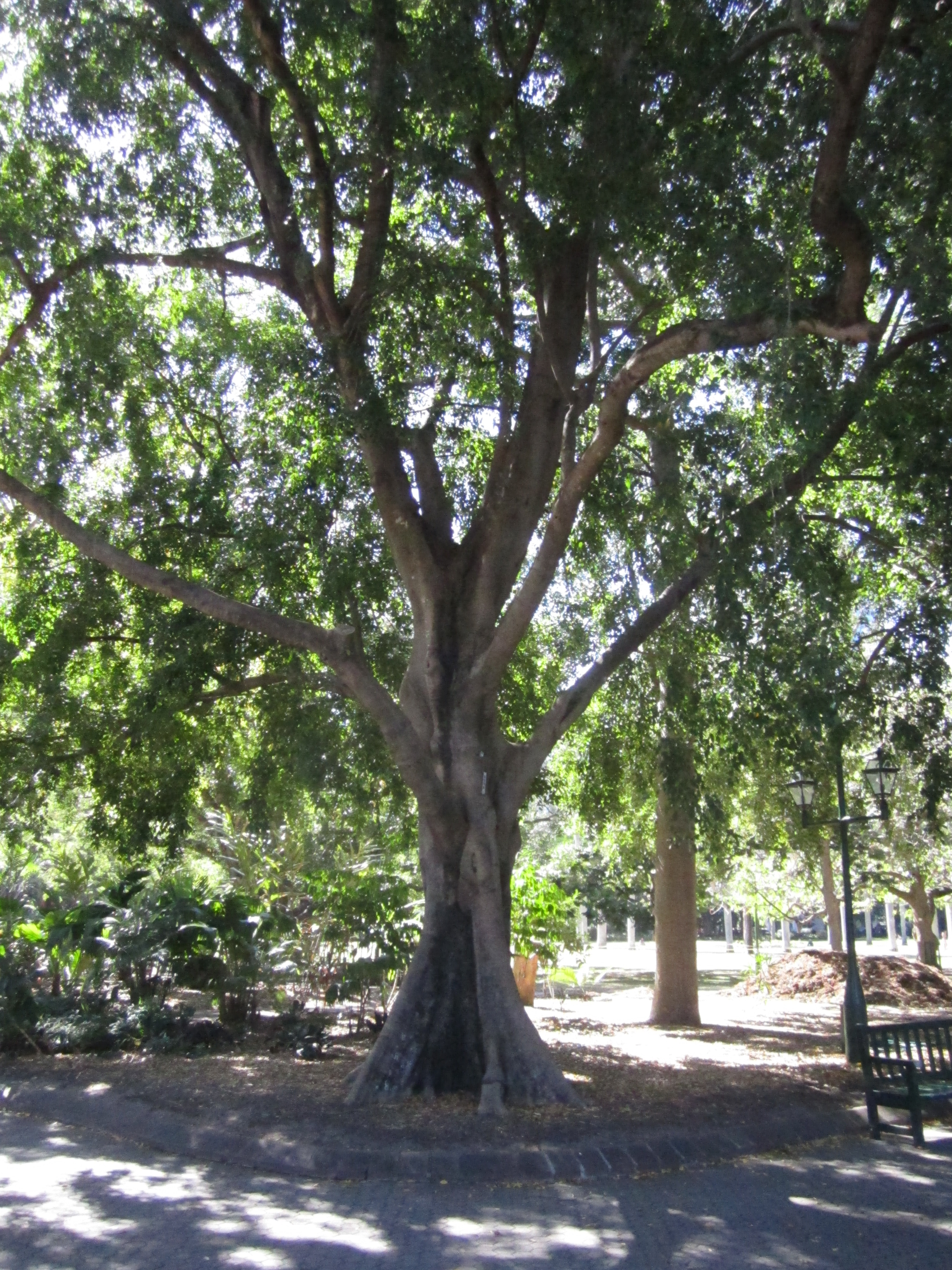
Vzrostlý fíkovník drobnolistý

## Popis
Fíkovník drobnolistý dorůstá v přirozených podmínkách výšky až 30 m. Větévky jsou tenké a svěšené. Listy jsou lesklé, 6 až 13 cm dlouhé, oválného tvaru, na konci zašpičatělé.

## Pěstování fíkovníku drobnolistého

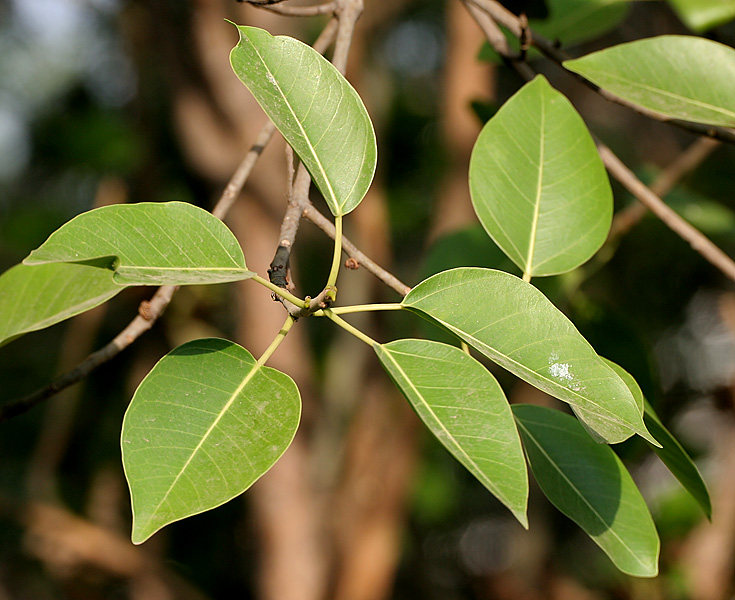
Listy fíkovníku drobnolistého v Indii

Fíkovník drobnolistý je druh vhodný do kanceláří nebo bytů jako nenáročná dřevina. Vhodné umístění je na slunném, popřípadě mírně stinném místě bez průvanu. V létě je vhodná přiměřená zálivka, v zimě je třeba zálivku silně omezit. Při převozu je nutné ji chránit před chladem a průvanem. Hnojí se běžným hnojivem, v létě je vhodné hnojit při každém druhém zalévání, v zimě stačí při každém třetím zalévání.
V tropických zemích, kde minimální teplota neklesá pod 15 °C, může být pěstován i ve venkovním prostředí. Jeho kořeny jsou velmi agresivní a jsou schopné prorůst i asfaltem.
Plody této dřeviny jsou jedlé, ale běžně se fíkovník drobnolistý pro ovoce nepěstuje.